# ایمی رایان
اِیمی رایان (به انگلیسی: Amy Ryan) (زادهٔ ۳۰ نوامبر ۱۹۶۹) بازیگر آمریکایی است. او به خاطر نامزدی در جایزه‌های اسکار و گلدن گلوب برای بازی در فیلم رفته عزیزم رفته (۲۰۰۷) و سریال وایر شناخته شده‌است. او همچنین در فیلم‌های نقشه فرار، اطلاعات مرکزی، ماشین‌های هیولا، جک به قایق‌رانی می‌رود و سریال اداره به ایفای نقش پرداخته‌است.

## زندگی‌نامه
ایمی در محله کویینز شهر نیویورک زاده شد. مادرش پرستار و پدرش مشغول به تجارت حمل‌ونقل است. او ریشهٔ انگلیسی، ایرلندی و همچنین لهستانی دارد. در دوران کودکی (دههٔ ۱۹۷۰) به همراه خواهرش، روزنامهٔ خبرهای روز را با دوچرخه پخش می‌کردند.
او در سن هفده سالگی، از دبیرستان هنرهای نمایشی نیویورک فارغ‌التحصیل شد و کار بازیگری خود را در سال ۱۹۸۷، با شرکت در چند تئاتر آغاز کرد؛ سپس به تلویزیون راه یافت و با چند اثر کار خود را در سینما آغاز کرد.

## زندگی خصوصی
فرزند ایمی و همسرش، اریک سلوین، در ۱۵ اکتبر ۲۰۰۹ زاده شد. آن دو در سال ۲۰۱۱ با هم ازدواج کردند.

## فیلم‌شناسی
فهرست برخی از فیلم‌هایی که ایمی رایان در آن‌ها به ایفای نقش پرداخته‌است:
- می‌توانی روی من حساب کنی(۲۰۰۰)
- کین(۲۰۰۴)
- جنگ دنیاها(۲۰۰۵)
- کاپوتی(۲۰۰۵)
- رفته عزیزم رفته (۲۰۰۷)
- پیش از آنکه شیطان بفهمد مرده‌ای (۲۰۰۷)
- دن در زندگی واقعی (۲۰۰۷)
- بچه جایگزین(۲۰۰۸)
- شخص گمشده(۲۰۰۹)
- جک به قایق‌رانی می‌رود (۲۰۱۰)
- منطقه سبز (۲۰۱۰)
- بازی برد-برد (۲۰۱۱)
- دم (۲۰۱۳)
- نقشه فرار (۲۰۱۳)
- گره شیطان (۲۰۱۳)
- بردمن (۲۰۱۴)
- دان وردین(۲۰۱۵)
- غرنده‌تر از بمب(۲۰۱۵)
- مورمور(۲۰۱۵)
- پل جاسوس‌ها(۲۰۱۵)
- اطلاعات مرکزی (۲۰۱۶)
- ماشین‌های هیولا (۲۰۱۶)
- نفوذی (۲۰۱۶)
- سطح زیر کشت فراوان موجود است (۲۰۱۷)
- پسر زیبا (۲۰۱۸)
- آخر شب (۲۰۱۹)
- عجیب اما واقعی (۲۰۱۹)
- ارزش(۲۰۲۰)
- دختران گمشده(۲۰۲۰)
- بیو می‌ترسد(۲۰۲۳)
- گرگ‌ها